# The Glorification of Sadness
《The Glorification of Sadness》는 영국의 가수 팔로마 페이스의 여섯 번째 정규 앨범이다. 2024년 2월 16일, 소니 뮤직과 RCA 레코드를 통해 발매되었다. 《The Glorification of Sadness》는 페이스가 오랜 연인과의 이별을 감정적으로 풀어낸 연대기적 구성의 앨범이다. 총괄 프로듀서로서 페이스는 체이스 & 스테이터스, 코제이 래디컬, 에이미 와지 등과 협업하며 익숙한 요소와 새로운 사운드를 결합했다.
이 앨범에는 네 개의 싱글이 수록되어 있다. 강렬한 리드 싱글 〈How You Leave a Man〉은 페이스가 인생을 바꾼 순간이라고 표현한 곡이며, 〈Bad Woman〉은 여성의 권한 강화를 핵심 주제로 한다. 또한, 리암 베일리가 보낸 코러스를 바탕으로 탄생한 코제이 래디컬과의 감성적인 협업곡 〈Pressure〉, 그리고 앨범과 함께 발매된 〈Sweatpants〉가 포함되어 있다. 평론가들은 이 앨범이 솔직한 스토리텔링과 뛰어난 보컬 표현력, 다양한 음악적 접근 방식을 보여준다고 평가하며, 강렬한 감정과 희망적인 순간을 균형 있게 조화시킨 점을 높이 평가했다.

## 배경
2023년 10월, 페이스는 자신의 새 음반이 "상당히 개인적인" 작품이 될 것이라며, 사적인 삶을 대중에 공개하는 것에 대해 긴장된다고 밝혔다. 원래 한 곡만 작업할 예정이었던 스웨덴 프로듀서 마틴 웨이브가 결국 음반 전체를 맡게 되었으며, 그는 "음반의 초석"이 되었다. 《The Glorification of Sadness》는 "이혼 없는 이혼 음반"으로, 당시 페이스는 10년간 함께했던 배우자와 별거 중이었다. 두 사람 사이에는 두 자녀가 있으며, 2022년 이별을 계기로 음반 작업을 시작한 그녀는 이를 통해 자신의 "정신적 상태를 포착"할 수 있었다.
페이스는 2024년 4월부터 35개 일정으로 구성된 유럽 투어를 통해 음반을 홍보할 예정이다.

## 싱글
리드 싱글 〈How You Leave a Man〉은 10월 11일에 발매되었으며, 그녀는 이를 "인생에서 가장 중요한 순간 중 하나"라고 묘사했다. 〈How You Leave a Man〉 이후, 가수는 "여성의 권한 부여 메시지를 전면에 내세운" 곡 〈Bad Woman〉을 발매했다. 영국 아티스트 코제이 래디컬과 함께한 〈Pressure〉는 2024년 1월 19일 세 번째 싱글로 발매되었으며, 원래 리암 베일리가 보낸 후렴에서 시작되어 게즈 오코넬과 공동 작곡되었다. 네 번째 싱글 〈Sweatpants〉는 음반과 동시에 2월 16일에 공개되었다.
2024년 2월 21일, 〈Enjoy Yourself〉는 코믹 릴리프가 주관하는 2024 레드 노즈 데이 캠페인의 공식 싱글로 발표되었다. 이날 디지털 싱글이 공개되었으며, 3월 8일 CD와 7인치 바이닐의 두 가지 피지컬 버전이 아마존에서 독점 사전 판매되었다.

## 평가
《클래시》는 《The Glorification of Sadness》에 10점 만점에 8점을 부여하며, 이를 "간결하고, 감성적이며, 숭고한" 감정과 재창조의 탐구라고 평가했다. 리뷰는 팔로마 페이스의 솔직한 스토리텔링을 강조하며, 음반이 오랜 연인과의 이별 후 자아를 재발견하는 과정을 애도, 죄책감, 자기 성찰이라는 연대기적 서사로 담아낸다고 설명했다. 총괄 프로듀서로서 페이스는 체이스 & 스테이터스, 코제이 래디컬, 에이미 와지 등의 아티스트와 협업하여 익숙한 요소에 신선한 사운드를 더하며 변화를 꾀했다. 리뷰는 음반이 감성적 깊이와 다양한 사운드적 요소를 조화롭게 균형 잡고 있다고 평가했다. 〈How You Leave a Man〉은 페이스의 강력한 보컬을 돋보이게 하며, 〈Bad Woman〉은 사회적 억압에 대한 당당한 저항가로 자리 잡는다. 신시사이저가 주도하는 〈Cry On The Dance Floor〉는 오케스트라 편곡이 돋보이는 발라드 〈Divorce〉의 날것 그대로의 취약함과 대조를 이루며, 후자는 감정적 강도가 높아 라이브 공연이 어려울 것이라고 페이스는 인정했다. 한편, 〈Eat Shit and Die〉는 두왑 스타일의 영향을 받으면서도 날카로운 가사를 담아 유머러스하면서도 도전적인 접근 방식을 취한다.
《TotalNtertainment》은 음반이 여성의 권한 강화, 진정성, 감정적 솔직함을 중심 주제로 삼았다고 평가했다. 리뷰는 팔로마 페이스의 회복력을 조명하는 동시에, 어쿠스틱 오프닝 트랙 〈Sweatpants〉와 같은 곡에서 드러나는 그녀의 연약한 면도 강조했다. 음반은 이별의 슬픔에서 시작해 점차 자아를 회복하는 연대기적 구조를 따르며, 〈God In A Dress〉는 당당한 메시지를, 〈Nothing More Human Than Failure〉는 내성적인 곡조를 담은 인터루드 역할을 한다. 《TotalNtertainment》은 이 음반이 카타르시스를 제공하면서도 가슴 아픈 순간을 담아내며, 〈Cry on the Dance Floor〉와 같은 팝적 요소와 원초적 감정을 균형 있게 조화시킨다고 평가했다. 마지막 트랙 〈Eat Shit and Die〉에 이르면, 페이스가 슬픔에 잠식되지 않겠다는 강한 의지를 드러내는 것이 명백해진다. 리뷰는 이 음반이 깊이 개인적인 동시에 청중에게 희망을 주는 여정으로 다가올 것이라고 결론지었다.

## 곡 목록
| #            | 제목                                        | 작사·작곡                                                                     | 프로듀서                                           | 재생 시간 |
| ------------ | ------------------------------------------- | ----------------------------------------------------------------------------- | -------------------------------------------------- | --------- |
| 1.           | 〈Sweatpants〉                              | Paloma Faith Evan Blair Clarence Coffee Jr.                                   | Martin Wave TommyD Jamie McEvoy [v]                | 3:31      |
| 2.           | 〈Pressure〉 (featuring Kojey Radical)      | Faith Kojey Radical Gerard O'Connell Saul Milton Tommy Baxter William Kennard | Chase & Status Baxter [a] O'Connell [a] McEvoy [v] | 3:44      |
| 3.           | 〈God in a Dress〉                          | Faith Wave JBach Neil Ormandy Kelsy Karter                                    | Wave McEvoy [v]                                    | 3:41      |
| 4.           | 〈How You Leave a Man〉                     | Andrew Wells Charlie Puth Elle King Jacob Kasher Hindlin                      | Wells Wave                                         | 3:34      |
| 5.           | 〈There's Nothing More Human Than Failure〉 | Faith                                                                         | Wave McEvoy [v]                                    | 1:19      |
| 6.           | 〈Bad Woman〉                               | Faith Fred Cox Holly Lapsley Fletcher                                         | Cox Wave McEvoy [v]                                | 2:44      |
| 7.           | 〈Cry on the Dance Floor〉                  | Faith MJ Cole Nat Dunn                                                        | Wave Julius McElroy [v]                            | 4:13      |
| 8.           | 〈Say My Name〉                             | Faith Michael Stafford Cox Liam Bailey Koda                                   | Cox McElroy [v]                                    | 2:55      |
| 9.           | 〈Let It Ride〉                             | Faith Ormandy Karter JBach                                                    | Wave McElroy [v]                                   | 3:20      |
| 10.          | 〈The Big Bang Ending〉                     | Faith                                                                         | Wave McElroy [v]                                   | 0:41      |
| 11.          | 〈Eat Shit and Die〉                        | Faith Cox Fletcher Ormandy Bailey                                             | Cox McElroy [v]                                    | 3:12      |
| 12.          | 〈Divorce〉                                 | Faith Edward Carlile Savannah Iley                                            | TommyD Wave McElroy [v]                            | 4:21      |
| 13.          | 〈Hate When You're Happy〉                  | Faith Baxter O'Connell Dayyon Alexander                                       | Baxter McElroy [v]                                 | 3:53      |
| 14.          | 〈Enjoy Yourself〉                          | Faith Talay Riley Edward Thomas                                               | Wave McElroy [v]                                   | 2:52      |
| 15.          | 〈I Am Enough〉                             | Faith Cox Bailey                                                              | Cox McElroy [v]                                    | 4:05      |
| 16.          | 〈Mirror to Mirror〉                        | Faith                                                                         | Wave McElroy [v]                                   | 0:36      |
| 17.          | 〈Already Broken〉                          | Faith Svante Halldin Jakob Hazell Amy Wadge                                   | Wave Jack & Coke McElroy [v]                       | 4:04      |
| 총 재생 시간 | 총 재생 시간                                | 총 재생 시간                                                                  | 총 재생 시간                                       | 52:45     |

노트
- ^[a]  는 보조 프로듀서를 의미한다.
- ^[v]  는 보컬 프로듀서를 의미한다.

## 참여 인원

### 연주자
- 팔로마 페이스 – 보컬
- 자넬 마틴-커즌스 – 백그라운드 보컬
- 매트 마이자 – 백그라운드 보컬
- 나오미 밀러 – 백그라운드 보컬
- 샤니스 스틸 – 백그라운드 보컬 (트랙 1, 3–12, 14, 15, 17)
- 에반 블레어 – 백그라운드 보컬 (트랙 1)
- 마틴 웨이브 – 기타 (트랙 1, 3, 11), 베이스 기타 (1), 백그라운드 보컬 (4); 드럼, 피아노 (12); 스트링 (14)
- 애시 소언 – 드럼 (트랙 1, 6, 17)
- 브라이오니 제임스 – 첼로 (트랙 1, 12)
- 로지 댄버스 – 첼로, 스트링 (트랙 1, 12)
- 엠마 오언스 – 비올라 (트랙 1, 12)
- 엘리 스탠퍼드 – 바이올린 (트랙 1, 12)
- 헤일리 폼프렛 – 바이올린 (트랙 1, 12)
- 제니 사차 – 바이올린 (트랙 1, 12)
- 패트릭 키어넌 – 바이올린 (트랙 1, 12)
- 스티브 모리스 – 바이올린 (트랙 1, 12)
- 메건 캐시디 – 비올라 (트랙 1)
- 마일스 브렛 – 바이올린 (트랙 1)
- 샐리 잭슨 – 바이올린 (트랙 1)
- 세라 섹스턴 – 바이올린 (트랙 1)ㅔ
- 테니 팅스 – 백그라운드 보컬 (트랙 2, 13)
- 랩슬리 – 백그라운드 보컬 (트랙 6)
- 리암 베일리 – 백그라운드 보컬 (트랙 8)
- 프레드 콕스 – 베이스 기타, 드럼, 기타, 키보드, 피아노, 프로그래밍 (트랙 8, 15)
- 매버릭 사브르 – 백그라운드 보컬 (트랙 8)
- 조지 무어 – 피아노 (트랙 8)
- 켈시 카터 – 백그라운드 보컬 (트랙 9)
- 오우미 카필라 – 기타 (트랙 9)
- 마틴 잭슨 – 바이올린 (트랙 12), 연주 (트랙 17)
- 앤드루 마셜 – 더블베이스 (트랙 12)
- 와이어드 스트링스 – 스트링 (트랙 12)
- 클리프턴 해리슨 – 비올라 (트랙 12)
- 차리스 젠슨 – 바이올린 (트랙 12)
- 나탈리아 보너 – 바이올린 (트랙 12)
- 탈레이 라일리 – 백그라운드 보컬 (트랙 14)
- 크리스토퍼 앨런 – 연주 (트랙 17)
- 클레어 오코넬 – 연주 (트랙 17)
- 다이 이매뉴얼 – 연주 (트랙 17)
- 엘리자베스 볼 – 연주 (트랙 17)
- 에오스 카운셀 – 연주 (트랙 17)
- 프랜시스 케포드 – 연주 (트랙 17)
- 이안 버지 – 연주 (트랙 17)
- 매그너스 존슨 – 연주 (트랙 17)
- 니나 포스터 – 연주 (트랙 17)
- 패트릭 새비지 – 연주 (트랙 17)
- 레이철 랜더 – 연주 (트랙 17)
- 리처드 조지 – 연주 (트랙 17)
- 리처드 프라이스 – 연주 (트랙 17)
- 세라 퀸 – 연주 (트랙 17)
- 사이먼 백스 – 연주 (트랙 17)
- 토마스 켑 – 연주 (트랙 17)
- 톰 피곳-스미스 – 콘서트마스터 (트랙 17)
- 피터 데일리 – 피아노 (트랙 17)
- 데이비드 아놀드 – 스트링 (트랙 17)
- 이소벨 그리피스 – 스트링 (트랙 17)

### 기술
- 콜린 레너드 – 마스터링
- 제이슨 조슈아 – 믹싱
- 마이크 시버그 – 믹싱 (트랙 1–3, 5–17)
- 이사벨 그레이스필드 – 엔지니어링 (트랙 1, 12)
- DJ 리긴스 – 엔지니어링 보조
- 제이콥 리처즈 – 엔지니어링 보조
- 레이첼 블룸 – 엔지니어링 보조

## 차트
| 차트 (2024)                     | 피크 포지션 |
| ------------------------------- | ----------- |
| 벨기에 앨범 (울트라탑 플랑드르) | 115         |
| 스코틀랜드 앨범 (OCC)           | 2           |
| 영국 음반 (OCC)                 | 2           |